# Husby-Långhundra kyrka
Husby-Långhundra kyrka är en kyrkobyggnad i Husby by i Uppsala stift. Kyrkan är församlingskyrka i Husby-Långhundra församling i Knivsta pastorat. Kyrkan ligger längs Långhundraleden vid riksväg 77 mellan Uppsala och Norrtälje.

## Kyrkobyggnaden
Kyrkan är uppförd i gråsten och består av långhus täckt med ett sadeltak. I norr finns en vidbyggd sakristia och i söder ett vapenhus. Invändigt är det en salkyrka.
Kyrkans västra del är den ursprungliga och uppfördes på 1100-talet. Första sakristian byggdes på 1300-talet eller i början av 1400-talet. Vapenhuset tillkom 1462. Vid samma tid fick långhusets innertak tegelvalv som dekorerades med kalkmålningar. Målningarna består av gracil växtornamentik och kan stilistiskt sett hänföras till Tierpsskolan. Ursprungskyrkan var byggd i romansk stil med sakristia och ett absidförsett kor i öster. Omkring år 1500 förlängdes långhuset åt öster då en ny sakristia och ett nytt kor med rak avslutning tillkom. Troligen förstorades fönstren så tidigt som under andra hälften av 1200-talet. Ytterligare förstoringar ägde rum 1751 och 1815 då fönstren fick sin nuvarande form. 1915 fick kyrkan ett skiffertak. Åren 1932–1933 genomfördes en stor invändig restaurering efter förslag av arkitekt Ärland Noreen. De medeltida kalkmålningarna togs då fram och konserverades av konservator John Österlund. Kyrkorummet fick sin nuvarande interiör. Predikstolens och altaruppsatsens ursprungliga färger togs fram. Kyrkbänkarna från 1881 byggdes om för att bättre passa ihop med kyrkorummets 1700-talsinredning. Under koret grävdes ett pannrum ut. Takkonstruktionen förstärktes och takvalvens ovansidor isolerades med torvströ.
År 1972 genomfördes en invändig restaurering efter förslag av Carl-Eric Nohldén på Noark arkitektkontor i Uppsala. Takvalvens isolering av torvströ avlägsnades och ersattes med mineralull.

## Inventarier
- Dopfunten av gotländsk kalksten är från 1200-talet. Före år 1933 stod foten ute på kyrkogården och cuppan var uppställd vid Vängsjöbergs herrgård i Gottröra.
- Predikstolen med ljudtak i rokoko är tillverkad 1753 efter ritningar av en icke namngiven snickare från Sigtuna.
- Orgeln med tillhörande fasad är från 1834. En ombyggnad har genomförts 1957. Orgelfasaden är ljusgrå och har förgyllda ornament. Orgelläktarens barriär är marmorerad i blågrå toner och har förgyllda ornament.
- Altaruppsatsen i rokoko är tillverkad 1764 - 1766 av mäster Magnus Granlund.
- På Statens historiska museum förvaras ett altarskåp från 1500-talet, ett triumfkrucifix från 1200-talet och en svårt skadad helgonfigur. Kopior av dessa har tillverkats av den lokale konstnären, Nils E Eskhult. I triumfbågen mellan kor och långhus hänger kopian av triumfkrucifixet. På altaret står kopian av altarskåpet och under läktaren i väster står kopian av helgonskulpturen.

### Orgel
- 1752 köpte man in en orgel med 4 stämmor från Kungsholms kyrkan i Stockholm. Den var antingen ett orgelverk som 1696 köptes in till kyrkan från Riddarholmskyrkan eller ett 7-stämmigt verk som 1688 köptes in till Kungsholms kyrkan.
- Den nuvarande orgeln byggdes 1834 av Gustaf Andersson, Stockholm. 1859 byggdes ett 4-stämmigt öververk till av Daniel Wallenström, Uppsala. 1886 omdisponerades orgeln av Johan Olof Simlund, Husby-Långhundra. 1931 byggdes orgeln om av Åkerman & Lunds Nya Orgelfabriks AB, Sundbybergs stad. 1957 byggdes orgeln om av Kemper & Sohn, Lübeck, Tyskland. 1985-1986 restaurerades orgeln av Åkerman & Lund Orgelbyggeri AB, Knivsta. Fasaden är samtida med orgeln (1834).

| Huvudverk I         | Pedal      | Koppel  |
| Dubbelflöjt 8´      | Subbas 16´ | Man/Ped |
| Fugara 8´ (från g0) | Octava 8'  |         |
| Principal 4'        |            |         |
| Fleut 4'            |            |         |
| Qvinta 3'           |            |         |
| Octava 2'           |            |         |
| Trumpet 8' B/D      |            |         |

## Bildgalleri

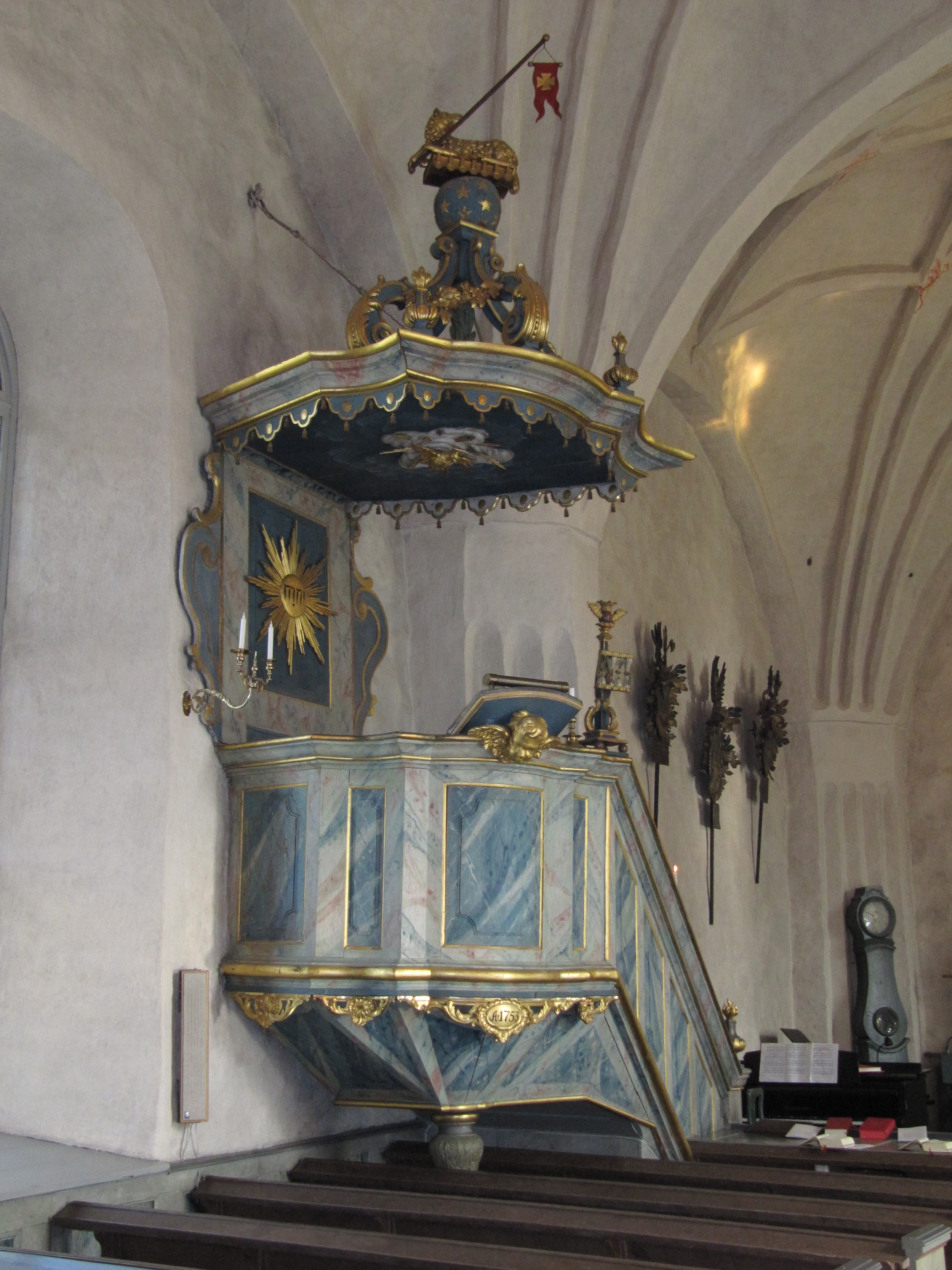
Predikstol
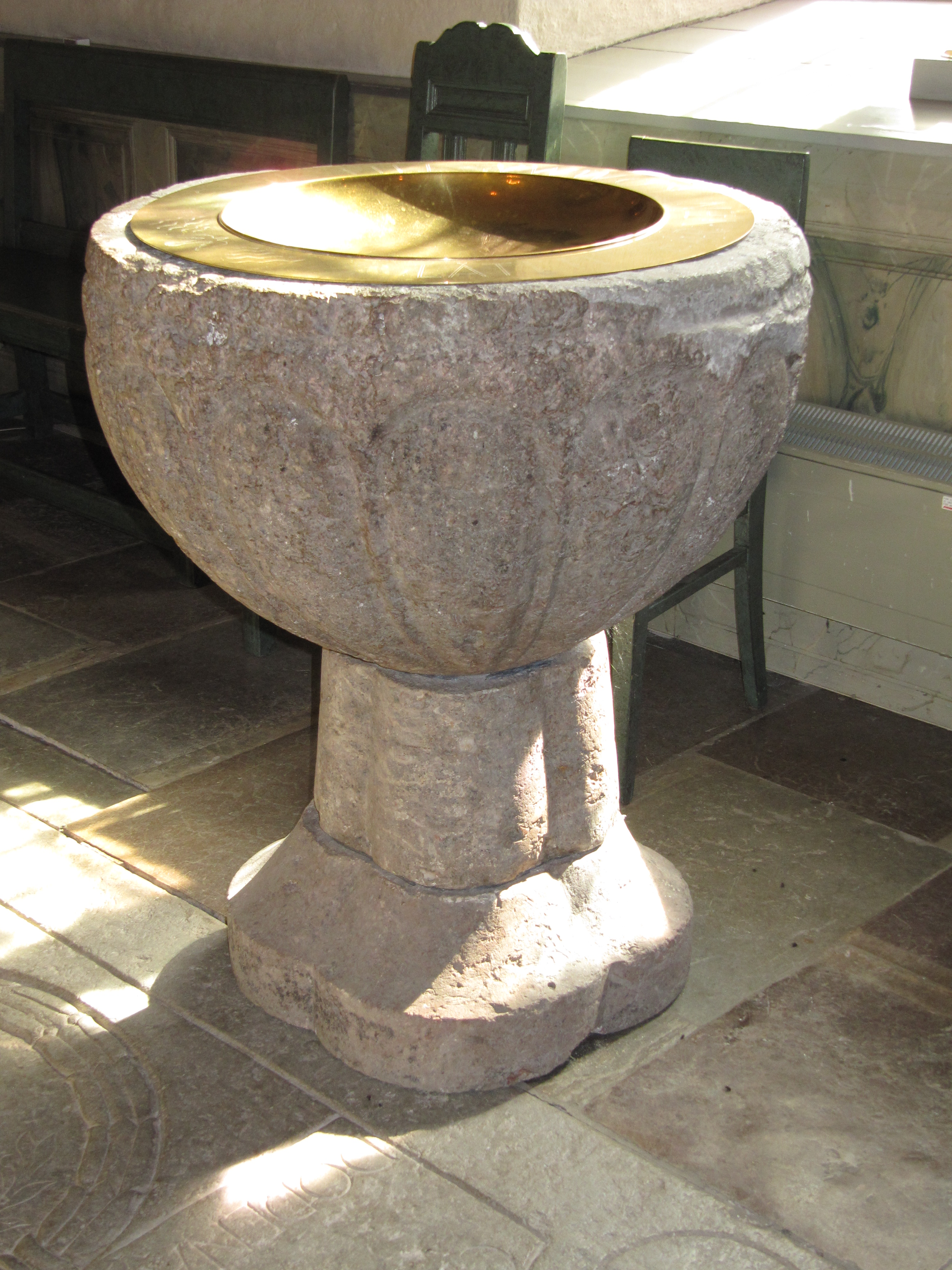
Dopfunt
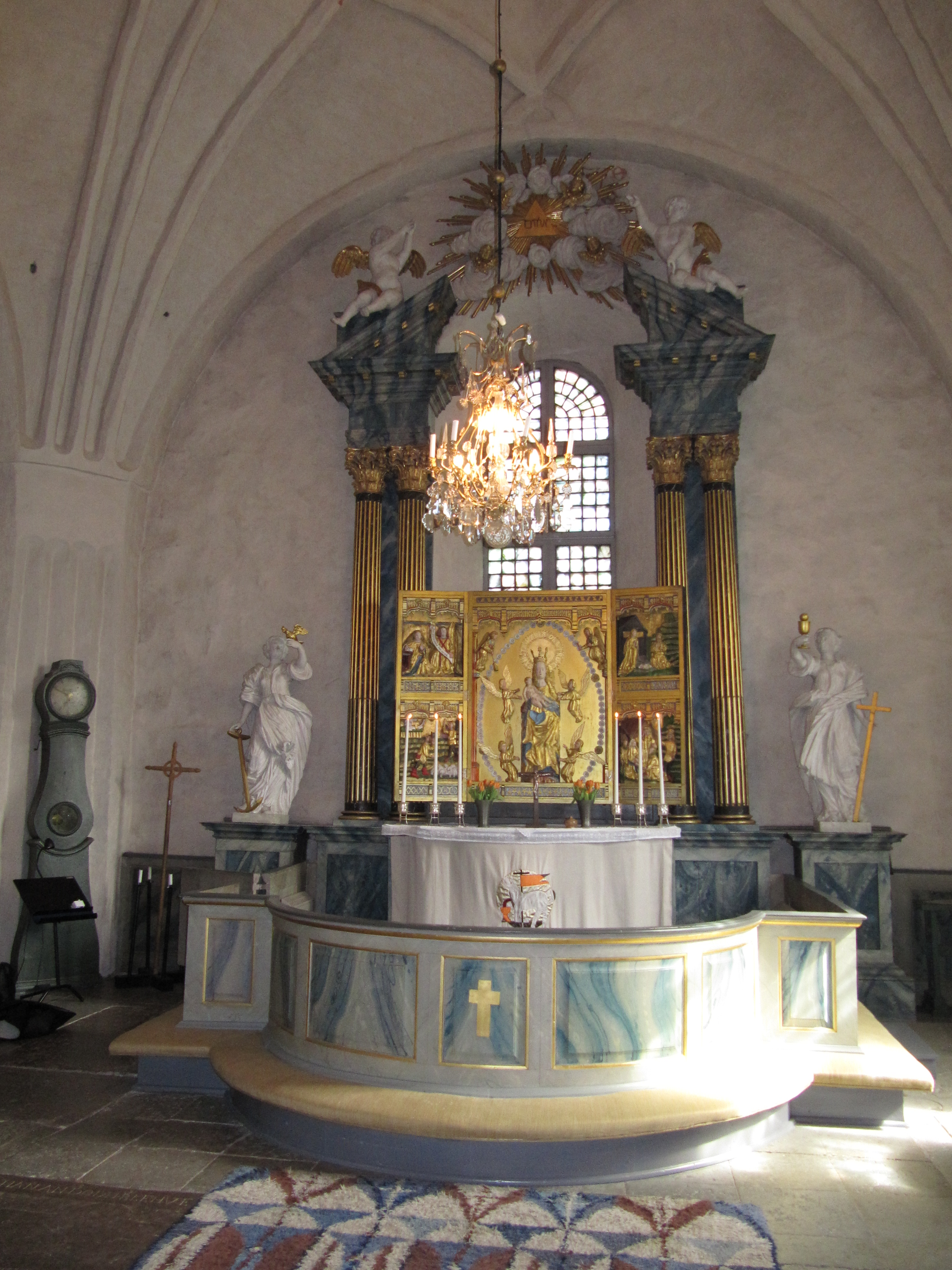
Altare med altaruppsats och altarskåp
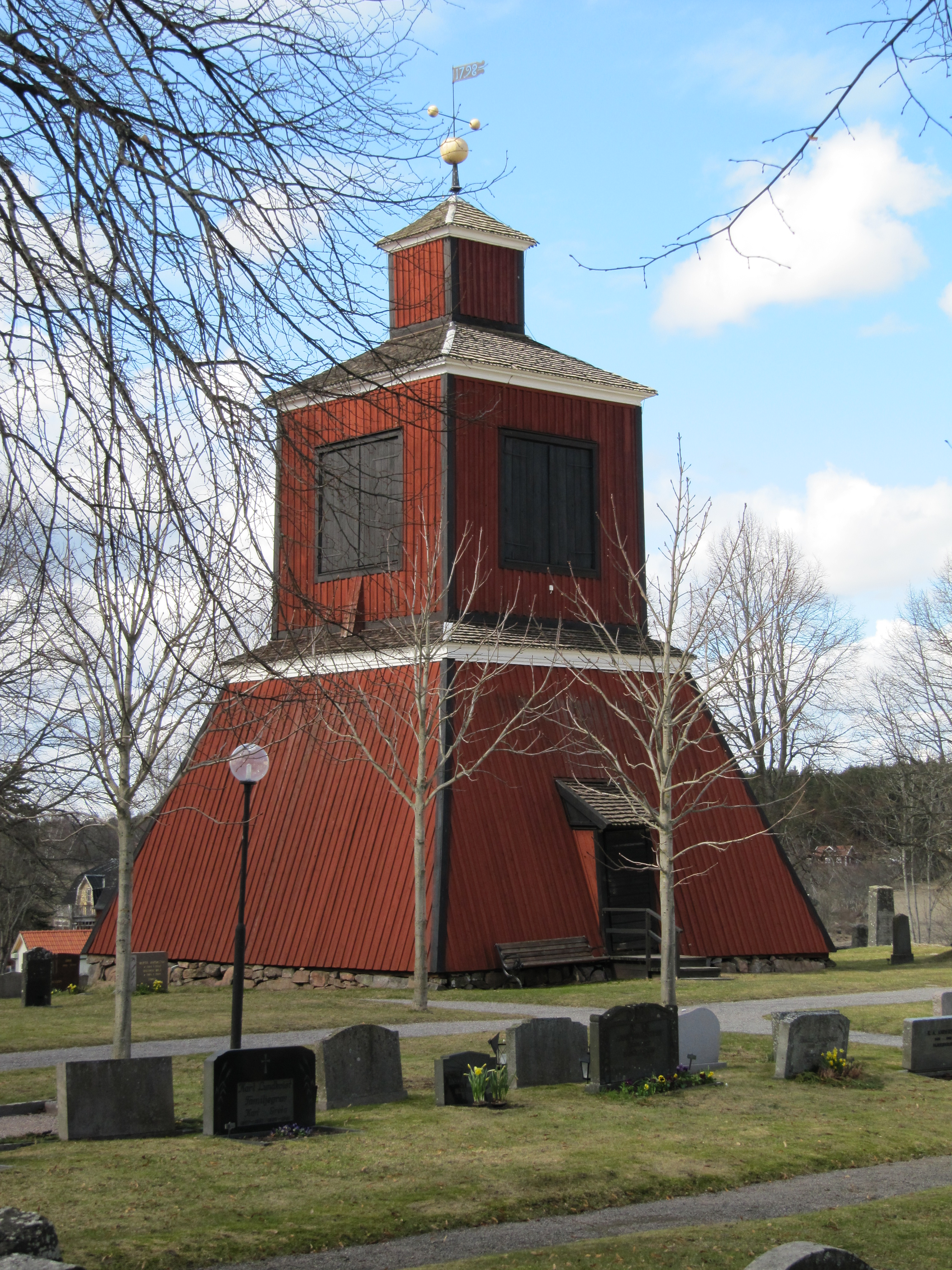
Klockstapeln
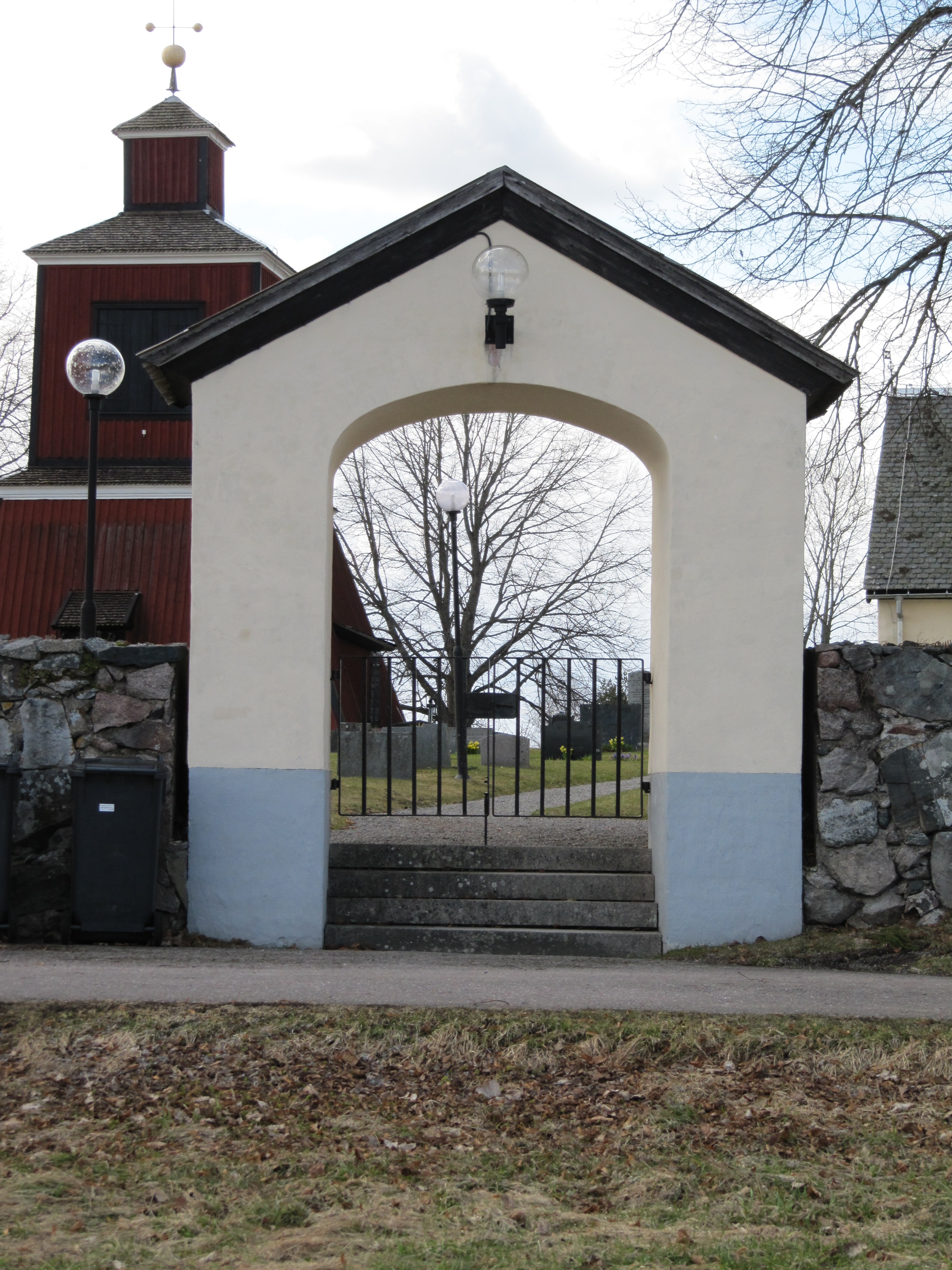
Stiglucka i östra kyrkogårdsmuren
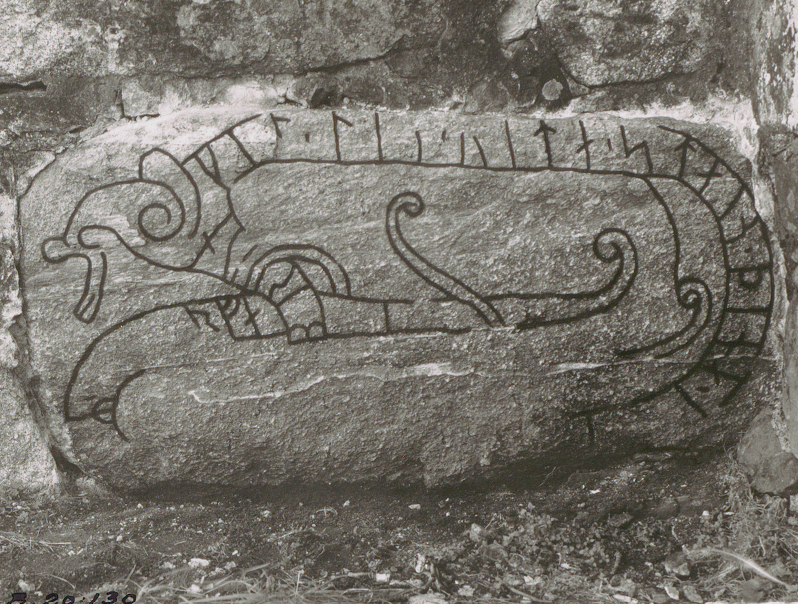
Runstenen U 494 som är inmurad i korets norra vägg

### Webbkällor
- byggnadspresentation
- anläggningspresentation